# Herzogenaurach

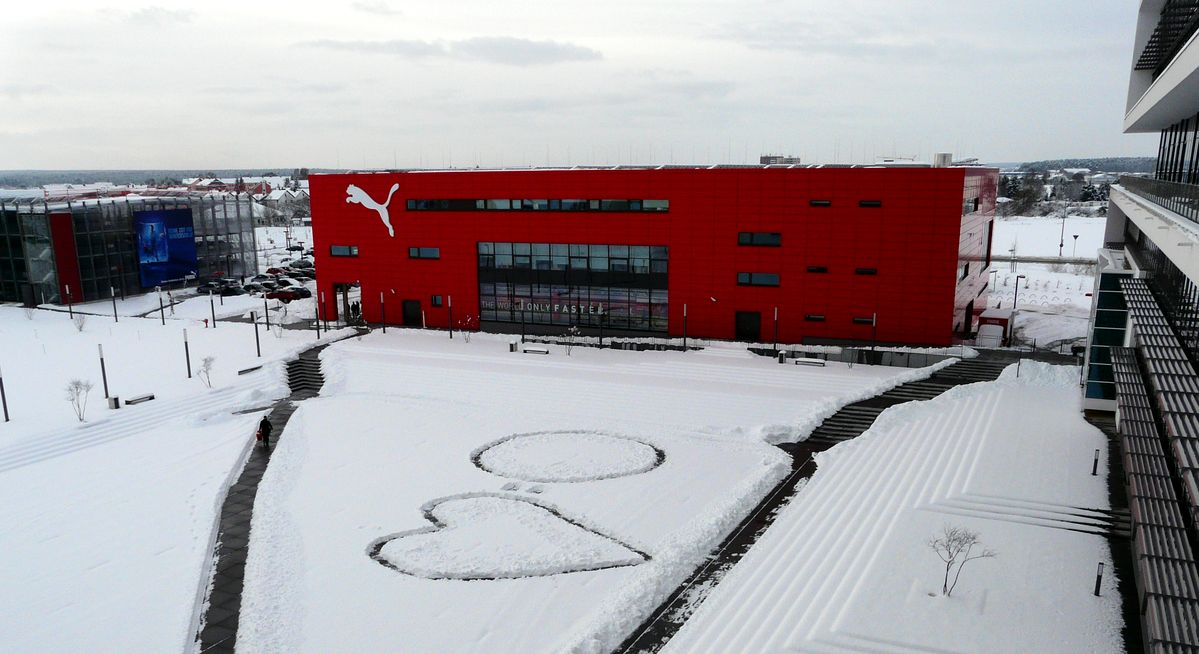
La central de Puma en Herzogenaurach.

Herzogenaurach (pronunciación en alemán: /hɛʁt͡soːɡn̩ˈʔaʊ̯ʁax/ⓘ) es una ciudad de Alemania. Está localizada en el distrito de Erlangen-Höchstadt y es el lugar de nacimiento de las grandes compañías de deportes Adidas y Puma, que aún hoy conservan sus oficinas centrales en la ciudad.
Tiene una población de 24 000 habitantes aproximadamente. Se encuentra a 23 kilómetros al noroeste de Núremberg.
Con mil años por lo menos de existencia, Herzogenaurach fue mencionada por primera vez en un documento en el año 1002 bajo el nombre de Uraha.
La Selección nacional de fútbol de Argentina estuvo concentrada desde mayo hasta junio de 2006 en Herzogenaurach por el Mundial de Fútbol celebrado en ese país, lo que significó un hecho muy importante para la ciudad.